# John Kibet Koech
John Kibet Koech, född 23 augusti 1995, är en friidrottare från Bahrain. Han deltog vid olympiska sommarspelen 2020.